# All-Star Game da NBA de 1952
O All-Star Game da NBA de 1952 foi um jogo de basquete disputado em 11 de fevereiro de 1952, no Boston Garden, em Boston. O jogo foi a segunda edição do All-Star Game da National Basketball Association (NBA) e foi jogado durante a temporada da NBA de 1951-52. 
A Equipe Leste derrotou a Equipe Oeste por 108-91 e Paul Arizin, do Philadelphia Warriors, que liderou o Leste com 26 pontos, foi nomeado o MVP do All-Star Game.

## Elencos
Os jogadores do All-Star Game foram escolhidos por jornalistas esportivos de várias cidades. Eles não tinham permissão para selecionar jogadores de suas próprias cidades. Os jogadores foram selecionados sem levar em conta a posição. Dez jogadores de cada Divisão foram selecionados para representar a Divisão Leste e Oeste no All-Star Game. No entanto, Dolph Schayes e Larry Foust sofreram lesões e não puderam participar do jogo; dois outros jogadores foram escolhidos como substitutos. Nove jogadores da Equipe Leste do ano anterior retornaram para sua segunda seleção consecutiva. Apenas sete jogadores da Equipe Oeste do ano anterior retornaram. Seis jogadores, Leo Barnhorst, Arnie Risen, Fred Scolari, Paul Walther, Bobby Wanzer e Max Zaslofsky, foram selecionados pela primeira vez. Quatro times, Minneapolis Lakers, New York Knicks, Philadelphia Warriors e Rochester Royals, foram representados por três jogadores cada um. Os titulares foram escolhidos pelo treinador principal de cada equipe. O técnico dos Lakers, John Kundla, voltou a treinar a Equipe Leste pelo segundo ano consecutivo. O treinador principal do Syracuse Nationals, Al Cervi, foi nomeado como o treinador principal da Equipe Oeste.
| Pos.                                     | Jogador        | Time                    | Nº de seleções |
| Titulares                                | Titulares      | Titulares               | Titulares      |
| ---------------------------------------- | -------------- | ----------------------- | -------------- |
| F/G                                      | Paul Arizin    | Philadelphia Warriors   | 2º             |
| G                                        | Bob Cousy      | Boston Celtics          | 2º             |
| F/C                                      | Harry Gallatin | New York Knickerbockers | 2º             |
| C/F                                      | Ed Macauley    | Boston Celtics          | 2º             |
| G/F                                      | Andy Phillip   | Philadelphia Warriors   | 2º             |
| Reservas                                 |                |                         |                |
| F/C                                      | Joe Fulks      | Philadelphia Warriors   | 2º             |
| G                                        | Dick McGuire   | New York Knickerbockers | 2º             |
| C/F                                      | Red Rocha      | Syracuse Nationals      | 2º             |
| F/C                                      | Dolph Schayes  | Syracuse Nationals      | 2º             |
| G                                        | Fred Scolari   | Baltimore Bullets       | 1º             |
| G/F                                      | Max Zaslofsky  | New York Knickerbockers | 1º             |
| Treinador: Al Cervi (Syracuse Nationals) |                |                         |                |

| Pos.                                       | Jogador         | Time                   | Nº de seleções |
| Titulares                                  | Titulares       | Titulares              | Titulares      |
| ------------------------------------------ | --------------- | ---------------------- | -------------- |
| C                                          | George Mikan    | Minneapolis Lakers     | 2º             |
| F/C                                        | Vern Mikkelsen  | Minneapolis Lakers     | 2º             |
| F/C                                        | Jim Pollard     | Minneapolis Lakers     | 2º             |
| G/F                                        | Paul Walther    | Indianapolis Olympians | 1º             |
| G                                          | Bobby Wanzer    | Rochester Royals       | 1º             |
| Reservas                                   |                 |                        |                |
| F/G                                        | Leo Barnhorst   | Indianapolis Olympians | 1º             |
| G                                          | Frank Brian     | Fort Wayne Pistons     | 2º             |
| G/F                                        | Bob Davies      | Rochester Royals       | 2º             |
| F/G                                        | Dwight Eddleman | Milwaukee Hawks        | 2º             |
| C/F                                        | Larry Foust     | Fort Wayne Pistons     | 2º             |
| C/F                                        | Arnie Risen     | Rochester Royals       | 1º             |
| Treinador:John Kundla (Minneapolis Lakers) |                 |                        |                |

## Jogo

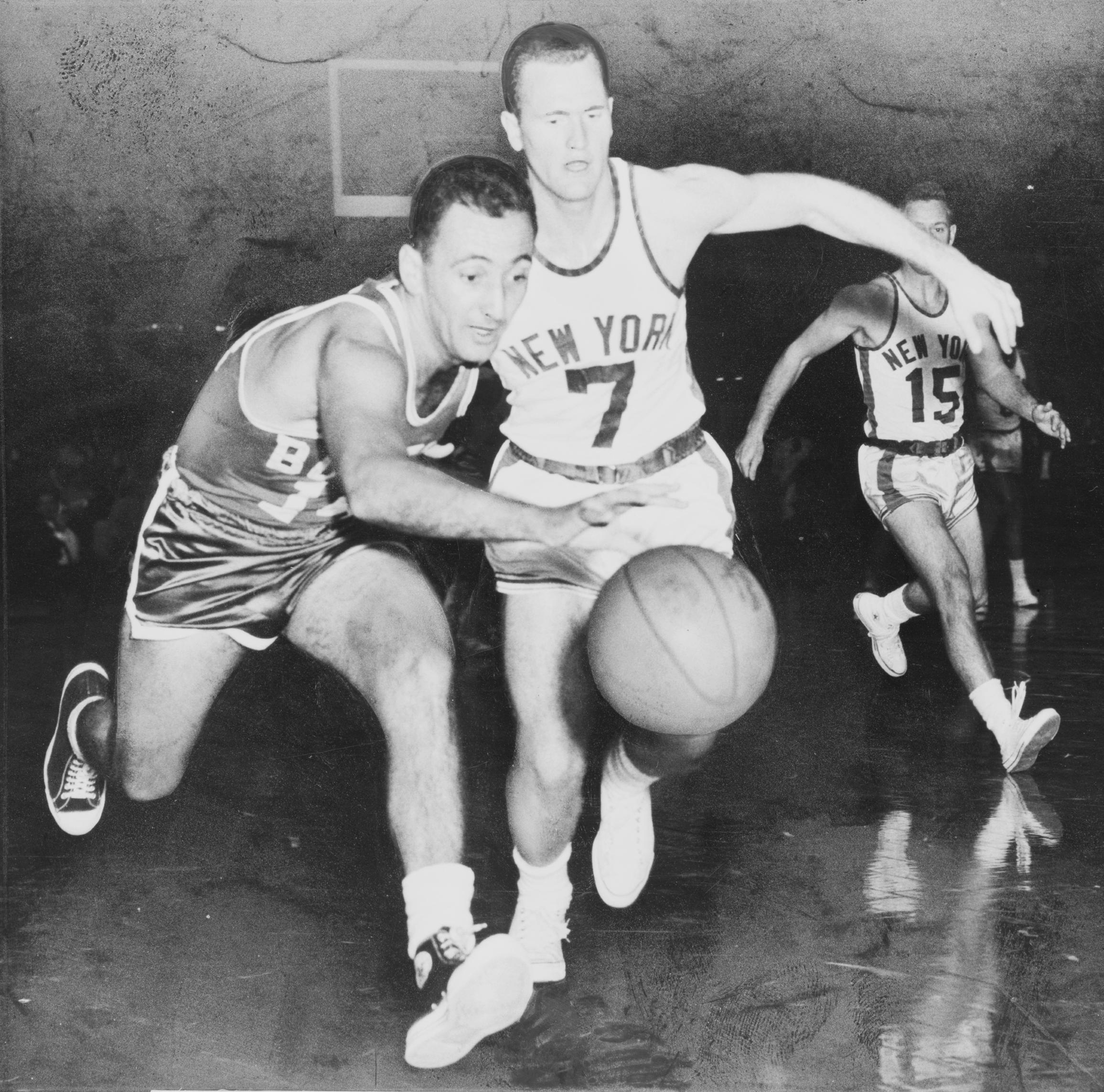
Bob Cousy (esquerda) registrou 13 assistências para o Leste.

O Leste derrotou o Oeste pelo segundo ano consecutivo. Paul Arizin, do Philadelphia Warriors, e George Mikan, do Minneapolis Lakers, marcaram 26 pontos. Mikan também adicionou 15 rebotes. O armador do Boston Celtics, Bob Cousy, também registrou 13 assistências para o Leste. Arizin foi nomeado o MVP do All-Star Game. No entanto, ele foi homenageado um ano depois durante o All-Star Game de 1953, quando a liga decidiu designar um MVP para cada ano.
| 11 de fevereiro de 1952 |                                                | Conferência Leste 108, Conferência Oeste 91 | Conferência Leste 108, Conferência Oeste 91                 | Conferência Leste 108, Conferência Oeste 91 |  | Boston Garden, Boston Público: 10,221 Árbitros: - Sid Borgia - Stan Stutz |  |
| 11 de fevereiro de 1952 | Placar por quarto: 26–22, 23–22, 33–27, 26–20  |                                             |                                                             |                                             |  | Boston Garden, Boston Público: 10,221 Árbitros: - Sid Borgia - Stan Stutz |  |
| 11 de fevereiro de 1952 | Pts: Arizin 26 Rbts: Gallatin 9 Asts: Cousy 13 |                                             | Pts: Mikan 26 Rbts: Mikan 15 Asts: Davies, Pollard, Risen 5 |                                             |  | Boston Garden, Boston Público: 10,221 Árbitros: - Sid Borgia - Stan Stutz |  |